# Anja-Nina Bahrmann

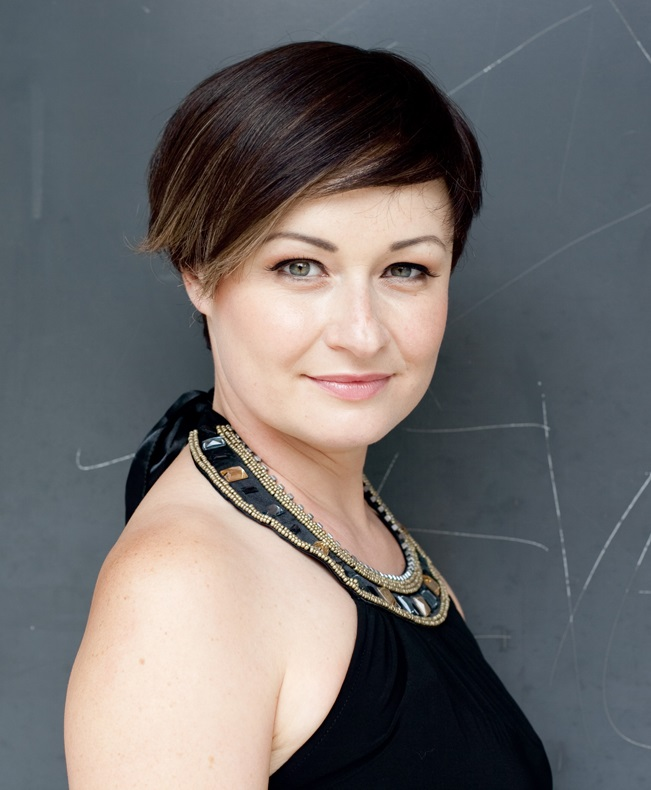
Anja-Nina Bahrmann

Anja-Nina Bahrmann (* 1980 in Siegburg) ist eine deutsche Opern-, Operetten-, Lied- und Konzertsängerin mit der Stimmlage Sopran.

## Leben
Anja-Nina Bahrmann begann 2001 ihr Studium an der Hochschule des Saarlandes für Musik und Theater in der Gesangsklasse von Rosemarie Bühler-Frey. Ihr Gesangsstudium vertiefte sie an der Robert Schumann Hochschule in Düsseldorf. Dort war ihre Gesangslehrerin Jeanne Piland. Ferner nahm Anja-Nina Bahrmann noch Unterricht in der Liedklasse von Matthias Goerne und belegte Meisterkurse bei Ingeborg Most, Christiane Oelze, Leonard Hokanson und Christine Schäfer. Ihr Studium schloss sie 2006 mit dem Diplom ab.
Noch während ihres Studiums gewann sie einige renommierte Preise. 2003 ersang sie den 3. Preis beim EURIAD-Vocaal Concours in den Niederlanden und erhielt zusätzlich noch einen Sonderpreis für ihre außergewöhnliche Liedinterpretation. Beim 4. Internationalen Hilde-Zadek-Wettbewerb 2005 in Wien erhielt sie den Schönberg-Preis. Im gleichen Jahr gewann Bahrmann zwei weitere Preise: den 1. Preis beim Richard-Strauss-Wettbewerb und ebenfalls den 1. Preis beim Schmolz- und Bickenbach-Wettbewerb. Im Jahre 2005 erhielt sie zwei Stipendien: von der Hans und Eugenia-Jütting Stiftung in Stendal und von der Basler DOMS-Stiftung.

## Repertoire
Schon sehr früh sammelte Anja-Nina Bahrmann Bühnenerfahrung. Neben den Opernschulproduktionen sang sie in der Spielzeit 2004/05 als Gast an der Deutschen Rhein Oper Düsseldorf die Partie der Noemie in Jules Massenets selten aufgeführten Oper Cendrillon. Im Sommer 2006 sang sie bei den Seefestspielen in Mörbisch die Rolle der Juliette in Franz Lehárs Operette Der Graf von Luxemburg (DVD). 2007 sang sie die Barbarina in Die Hochzeit des Figaro am Theater an der Wien sowie 2009 die Flaminia in Joseph Haydns Il mondo della luna, unter der Leitung von Nikolaus Harnoncourt.
Mit der Spielzeit 2006/07 wurde Anja-Nina Bahrmann Ensemblemitglied am Landestheater Linz. Seit der Spielzeit 2009/10 gehört Bahrmann als festes Ensemblemitglied der Volksoper Wien an.
Zu ihren Rollen aus Oper und Operette gehören unter anderem: die Titelrolle in Cavallis La Calisto, Konstanze und Blondchen in Die Entführung aus dem Serail, Susanna in Die Hochzeit des Figaro, Pamina in der Zauberflöte, Adele in Die Fledermaus, Musette in La Bohème, Norina in Don Pasquale, Sophie in Der Rosenkavalier, Laura in Der Bettelstudent, Oskar in Ein Maskenball, Zerbinetta in Ariadne auf Naxos, Rosina in Der Barbier von Sevilla, Gretel in Engelbert Humperdincks Märchenoper Hänsel und Gretel und die Primadonna Corilla in Donizettis Viva la Mamma (in der Inszenierung von Rolando Villazón).
Bei den Bregenzer Festspielen 2013 und 2014 trat Anja-Nina Bahrmann mit großem Erfolg als Pamina auf. Als Liu in Turandot debütierte sie 2014 neben Neil Shicoff als Kalaf an der Wiener Volksoper und ist dort auch als Violetta in La traviata aufgetreten. Die Zdenka in Arabella sang sie erstmals unter Bertrand de Billy am New National Theatre Tokyo sowie 2015 in Düsseldorf. 2016 verkörperte sie Antonia in Hoffmanns Erzählungen an der Wiener Volksoper. Als Adele in der Strauß-Operette Die Fledermaus kehrte sie im Dezember 2016/Januar 2017 an die Bayerische Staatsoper zurück. Im Herbst 2017 debütierte sie als Amalia in Verdis I Masnadieri an der Wiener Volksoper.
Neben ihren Bühnenauftritten ist Anja-Nina Bahrmann als Lied- und Konzertsängerin tätig. Zu ihrem Repertoire gehören Werke u. a. von Hugo Wolf, Aaron Copland, Johannes Brahms, Joseph Haydn, Johann Sebastian Bach, Carl Orff, Felix Mendelssohn Bartholdy, Wolfgang Amadeus Mozart und Richard Strauss.